# Île Sister Ouest
West Sister Island est une île du lac Erié. L'île fait partie du comté de Lucas, Ohio. L'île est conjointement détenue par l'United States Coast Guard et l'United States Fish and Wildlife Service, et elle est la seule zone sauvage de l'Ohio nommée West Sister Island National Wildlife Refuge.
La majeure partie de l'île est couverte d'arbres. Les grands micocouliers constituent la majeure partie de la canopée, avec du sumac grimpant au sol. Le Polygonatum et une grande variété de fougères, de fleurs sauvages, de champignons et d'autres plantes peuvent également être trouvés.
L'île fait partie de l'archipel Pelee qui comprend également l'île East Sister et l'île Middle Sister (toutes deux en Ontario, au Canada). L'île West Sister est située à environ 13 milles à l'ouest de l'île Rattlesnake, à 14,5 milles à l'est de l'île Turtle et à 8,75 milles au nord du continent de l'Ohio.

## Refuge faunique
Le West Sister Island National Wildlife Refuge a été créé en 1937 par le président Franklin Delano Roosevelt comme refuge et lieu de reproduction pour les oiseaux migrateurs et d'autres espèces sauvages, spécialement désigné pour protéger la plus grande colonie de nidification des échassiers des Grands Lacs américains. Le refuge est géré par le personnel de l'Ottawa National Wildlife Refuge (en) comme une zone de nature sauvage, conformément à la Loi fédérale sur la nature, la Wilderness Act. Pour le protéger, l'accès du public est autorisé uniquement pour la recherche.
Le refuge, qui a une superficie de 0,324 3 km2 ou 32,43 ha, a été reconnu en 2000 comme faisant partie d'une Zone importante pour la conservation des oiseaux.

## Galerie

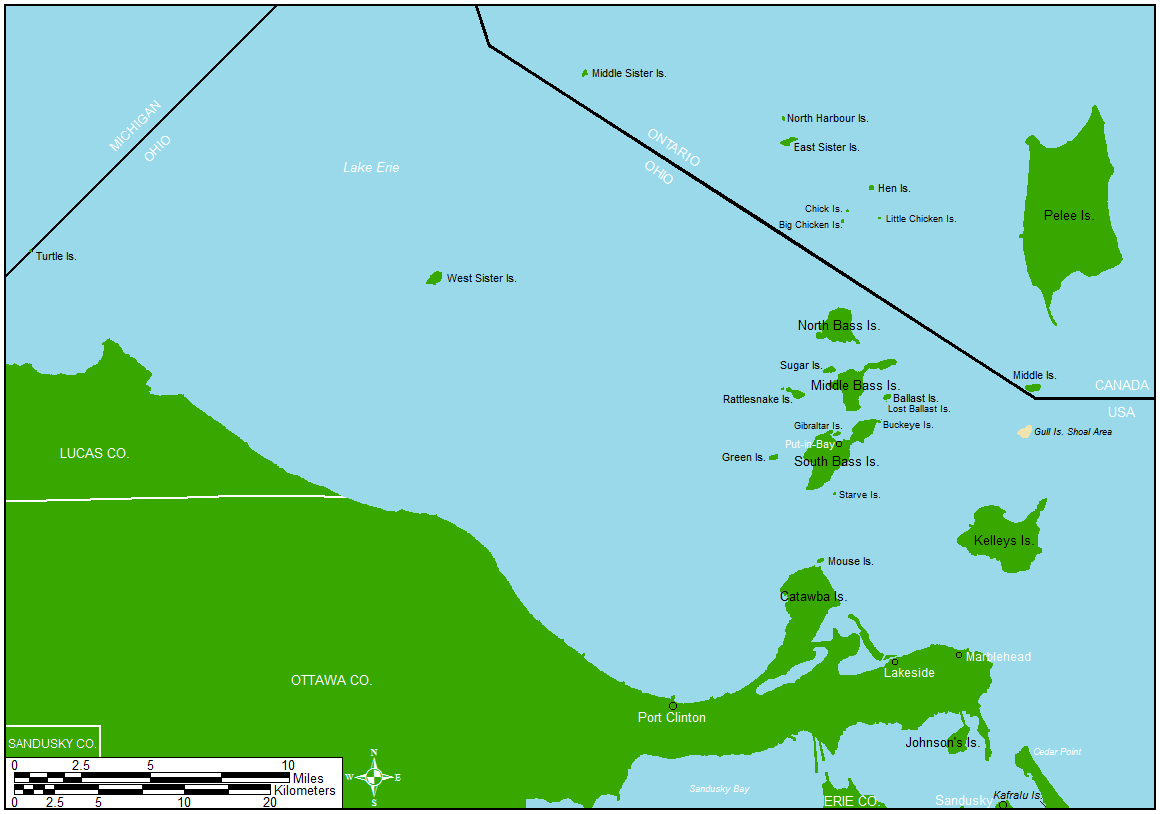
Position de West Sister Island.
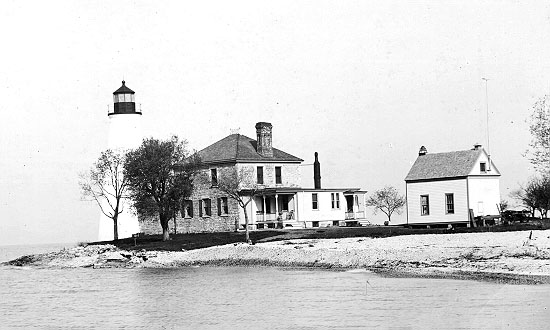
Le phare.